# 28601 Benton
28601 Benton è un asteroide della fascia principale. Scoperto nel 2000, presenta un'orbita caratterizzata da un semiasse maggiore pari a 2,2275716 UA e da un'eccentricità di 0,1416981, inclinata di 2,71260° rispetto all'eclittica.